# パックマンバトルロイヤル
『パックマンバトルロイヤル』（PAC-MAN BATTLE ROYALE）は、バンダイナムコゲームス（後のバンダイナムコアミューズメント）より2011年3月に稼働開始したアーケードゲーム。

## 概要
パックマン30周年プロジェクトのひとつとして、2010年3月のアミューズメントエキスポ（ラスベガス）で発表された。テーブル型の筐体だが、立ったままプレイする形式となっており、2人ずつ対面で4人までの対戦プレイ（1コインで4人まで）が可能。
プレイヤーは4色（黄色・ピンク・青・赤）のパックマンを操作し、『パックマン チャンピオンシップ エディション』に似た迷路を移動する（パックマンが1人になるまで迷路は書き換えられない）。ゴーストと接触すると当然ミスとなるが、パワークッキーを食べると巨大化し、イジケ化した他のパックマンを食べることが出来るようになる（イジケ化している時にパワークッキーを食べると元の色に戻り巨大化する）。最後まで生き残った回数を競う。
部品調達難に伴い、2019年3月に修理サポートを終了することが発表された。